# سقرجوق
سِقرجوق از دو کلمه سقر یعنی آتش و جوق به معنی جوی آب تشکیل شده است. ‌ روستایی از توابع بخش مرکزی شهرستان آشتیان در استان مرکزی ایران است. 
سقرجوق روستایی با آب و هوای سرد و خشک است. و گاهی در زمستان دما در آن به منفی ۵ درجه نیز میرسد.

## جغرافیا
این روستا از: شرق با نادر آباد و شوره بالا، غرب با زرنوشه، جنوب شرقی با شوره پایین و فیض آباد، جنوب غربی با خورچه و محسن آباد، شمال با سعد آباد و شمال شرقی با موسی‌آباد هم‌مرز است.
سقرجوق راه ارتباطی روستاهای مجاور خود است. 

## جمعیت
این روستا در دهستان گرکان قرار دارد و براساس سرشماری مرکز آمار ایران در سال ۱۳۹۵، جمعیت آن ۲۵۳ نفر (۱۰۴ خانوار) بوده‌است.
هم اکنون جمعیت آن چیزی در حدود ۱۰۰ نفر(  ۵۰ خانوار تخمین زده میشود.